# Challenger de Santos 2014
El Campeonato Internacional de Tênis de Santos 2014 fue un torneo de tenis profesional jugado en canchas de tierra batida. Se disputó la cuarta edición del torneo que formó parte del circuito ATP Challenger Tour 2014. Se llevó a cabo en Santos, Brasil entre el 21 y el 27 de abril de 2014.

## Jugadores participantes del cuadro de individuales
| Favorito | País                        | Jugador           | Rank1 | Posición en el torneo |
| -------- | --------------------------- | ----------------- | ----- | --------------------- |
| 1        | Bandera de Estados Unidos   | Denis Kudla       | 109   | Cuartos de final      |
| 2        | Bandera de Eslovenia        | Blaž Rola         | 121   | BAJA                  |
| 3        | Bandera de Argentina        | Diego Schwartzman | 122   | Semifinales           |
| 4        | Bandera de Argentina        | Guido Pella       | 125   | Cuartos de final      |
| 5        | Bandera de Brasil           | João Souza        | 133   | Primera ronda         |
| 6        | Bandera de Estados Unidos   | Wayne Odesnik     | 148   | Cuartos de final      |
| 7        | Bandera de los Países Bajos | Thiemo de Bakker  | 151   | Cuartos de final      |
| 8        | Bandera de Argentina        | Máximo González   | 156   | CAMPEÓN               |

| Posición en el torneo   |
| ----------------------- |
| Primera y segunda ronda |
| Cuartos de final        |
| Semifinales             |
| FINAL                   |
| CAMPEÓN                 |

- 1 Se ha tomado en cuenta el ranking del 7 de abril de 2014.

### Otros participantes
Los siguientes jugadores recibieron una invitación (wild card), por lo tanto ingresan directamente al cuadro principal (WC):
- José Pereira
- Flávio Saretta
- Wilson Leite
- Thiago Monteiro

Los siguientes jugadores ingresan al cuadro principal tras disputar el cuadro clasificatorio (Q):
- Mathias Bourgue
- Alberto Brizzi
- Emilio Gómez
- Janez Semrajc

Los siguientes jugadores ingresan al cuadro principal con ranking protegido (PR):
- Giovanni Lapentti

Los siguientes jugadores ingresan al cuadro principal como excepción especial (SE):
- Louk Sorensen

## Jugadores participantes en el cuadro de dobles

### Cabezas de serie
| Favorito | País                        | Jugador          | País                 | Jugador           | Rank1 | Posición en el torneo |
| -------- | --------------------------- | ---------------- | -------------------- | ----------------- | ----- | --------------------- |
| 1        | Bandera de Brasil           | André Sá         | Bandera de Brasil    | João Souza        | 227   | Semifinales           |
| 2        | Bandera de Argentina        | Máximo González  | Bandera de Argentina | Andrés Molteni    | 267   | CAMPEONES             |
| 3        | Bandera de los Países Bajos | Thiemo de Bakker | Bandera de Brasil    | Marcelo Demoliner | 327   | Semifinales           |
| 4        | Bandera de Argentina        | Guillermo Durán  | Bandera de Argentina | Renzo Olivo       | 346   | FINAL                 |

- 1 Se ha tomado en cuenta el ranking del 14 de abril de 2014.

## Campeones

### Individual Masculino
- Máximo González derrotó en la final a  Gastão Elias, 7-5, 6-3.

### Dobles Masculino
- Máximo González /  Andrés Molteni derrotaron en la final a  Guillermo Durán /  Renzo Olivo por 7-5 Y 6-4.